# Лалонкет
Лалонке́т (фр. Lalonquette) — коммуна во Франции, находится в регионе Аквитания. Департамент — Атлантические Пиренеи. Входит в состав кантона Тер-де-Люи и Кото-дю-Вик-Бий. Округ коммуны — По.
Код INSEE коммуны — 64308.

## География

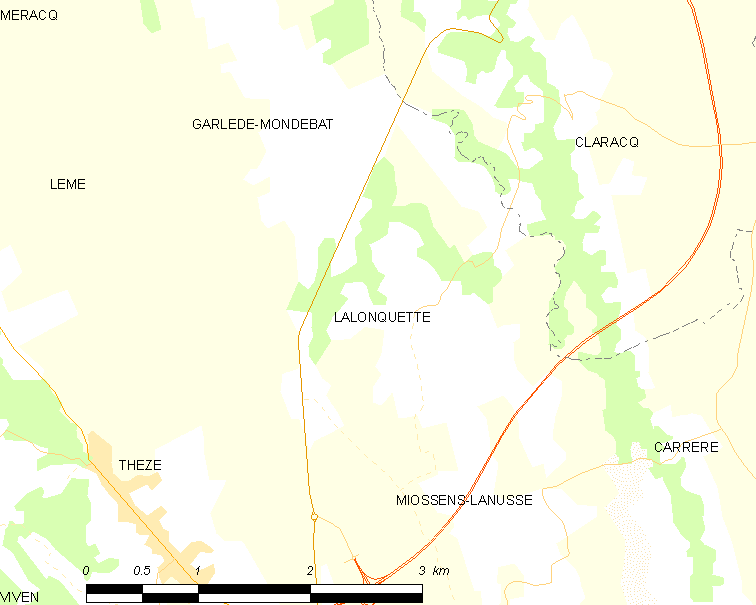
Карта коммуны

Коммуна расположена приблизительно в 640 км к югу от Парижа, в 155 км южнее Бордо, в 22 км к северу от По.

### Климат
Климат тёплый океанический. Зима мягкая, средняя температура января — от +5°С до +13°С, температуры ниже −10 °C бывают редко. Снег выпадает около 15 дней в году с ноября по апрель. Максимальная температура летом порядка 20-30 °C, выше 35 °C бывает очень редко. Количество осадков высокое, порядка 1100 мм в год. Характерна безветренная погода, сильные ветры очень редки.

## Население
Население коммуны на 2010 год составляло 279 человек.
| 1962 | 1968 | 1975 | 1982 | 1990 | 1999 | 2010 |
| ---- | ---- | ---- | ---- | ---- | ---- | ---- |
| 186  | 168  | 157  | 158  | 210  | 225  | 279  |

## Администрация
| Период | Период | Фамилия     | Партия                  | Примечания |
| ------ | ------ | ----------- | ----------------------- | ---------- |
| 1995   | 2020   | Леон Лабеск | Социалистическая партия |            |

## Экономика
В 2010 году среди 176 человек трудоспособного возраста (15-64 лет) 125 были экономически активными, 51 — неактивными (показатель активности — 71,0 %, в 1999 году было 72,1 %). Из 125 активных жителей работали 111 человек (57 мужчин и 54 женщины), безработных было 14 (6 мужчин и 8 женщин). Среди 51 неактивных 18 человек были учениками или студентами, 21 — пенсионерами, 12 были неактивными по другим причинам.

## Достопримечательности
- Церковь Св. Иулиана (XI век)[4]
- Руины галло-романской виллы[5]